# Васильевка (Ичалковский район)
Васильевка — упразднённый в 2011 году посёлок в Ичалковском районе Республики Мордовия России. Входил в состав Оброчинского сельского поселения.

## География
Располагался на левом берегу реки Калыша, в 5 км к северо-западу от окраины села Новые Ичалки.

## История
Основан в 1921 году переселенцами из села Ичалки. Был назван по имени первопоселенца Василия Сорокина.
Законом от 13 июля 2009 года был упразднено сельское поселение (сельсовет) Новоичалковское, и Васильевка вошла в Оброчинское сельское поселение (сельсовет).
Исключен из учётных данных в 2011 году.

## Население
| 2002 | 2010 |
| ---- | ---- |
| 6    | ↘0   |

Национальный состав
Согласно результатам переписи 2002 года, в национальной структуре населения мордва-эрзя составляли 100 %